# Ziano di Fiemme
Ziano di Fiemme és un municipi italià, dins de la província de Trento. L'any 2007 tenia 1.635 habitants. Limita amb els municipis de Canal San Bovo, Panchià, Pieve Tesino i Predazzo.

## Administració
| Període | Identitat      | Partit        |
| ------- | -------------- | ------------- |
| 2005-   | Fabio Vanzetta | Llista cívica |